# The Boiler
The Boiler is de officieuze debuutsingle van The Special AKA, een afsplitsing van de ska-band The Specials. Het is geschreven door zangeres Rhoda Dakar over de verkrachting van een vriendin die weinig zelfvertrouwen had en zichzelf daarom met een oude boiler vergeleek.

## Geschiedenis
The Boiler is het eerste eigen nummer van Dakars eerste band The Bodysnatchers, die vooral ska- en reggaecovers speelde. Jerry Dammers, oprichter van de Specials en het 2 Tone-label, wilde het op single laten uitbrengen en zijn medewerking verlenen als producer. Distributeur en mede-eigenaar Chrysalis vond het onderwerp te gewaagd en koos voor de Dandy Livingstone-cover Let's Do Rock Steady als debuutsingle van de dames.    
De Bodysnatchers vielen eind 1980 met ruzie uiteen en maakten een doorstart als The Belle Stars. Rhoda Dakar en bassiste Nicky Summers werkten met Jerry Dammers aan een nieuwe versie van The Boiler; dit liep enige vertraging op doordat Dammers ook betrokken was bij de productie van de 2-Tone-concertfilm Dance Craze. Daarna ging Dakar op tournee met de Specials; eerst als gast en na de opname van de videoclip voor Ghost Town als vast bandlid. Tijdens de Noord-Amerikaanse tournee mocht ze The Boiler zingen als solonummer; daarna vielen ook de Specials uiteen.
In het najaar van 1981 werd The Boiler dan eindelijk afgemaakt en begin 1982 uitgebracht op naam van Rhoda Dakar with The Special AKA. Ter promotie verscheen Dakar in een tv-programma waarin ze meezong met de instrumentale B-kant. De single werd door de BBC alleen 's nachts gedraaid, en de videoclip was slechts tweemaal op tv te zien. Desondanks haalde The Boiler de 35e plaats in de Engelse hitlijst.   